# جاك ماير
جاك ماير (15 مارس 1905 في المملكة المتحدة - 9 مارس 1991) (بالإنجليزية: Jack Meyer)‏ هو لاعب كريكت بريطاني وبريطاني (وحمل سابقاً جنسية المملكة المتحدة لبريطانيا العظمى وأيرلندا). لعب مع نادي مقاطعة سومرست للكريكت ‏ ونادي مارليبون للكريكت ‏ والمقاطعات الوطنية للكريكيت الإنجليزي والويلزي ‏ ونادي جامعة كامبريدج للكريكيت ‏.